# المسيحية في بونير

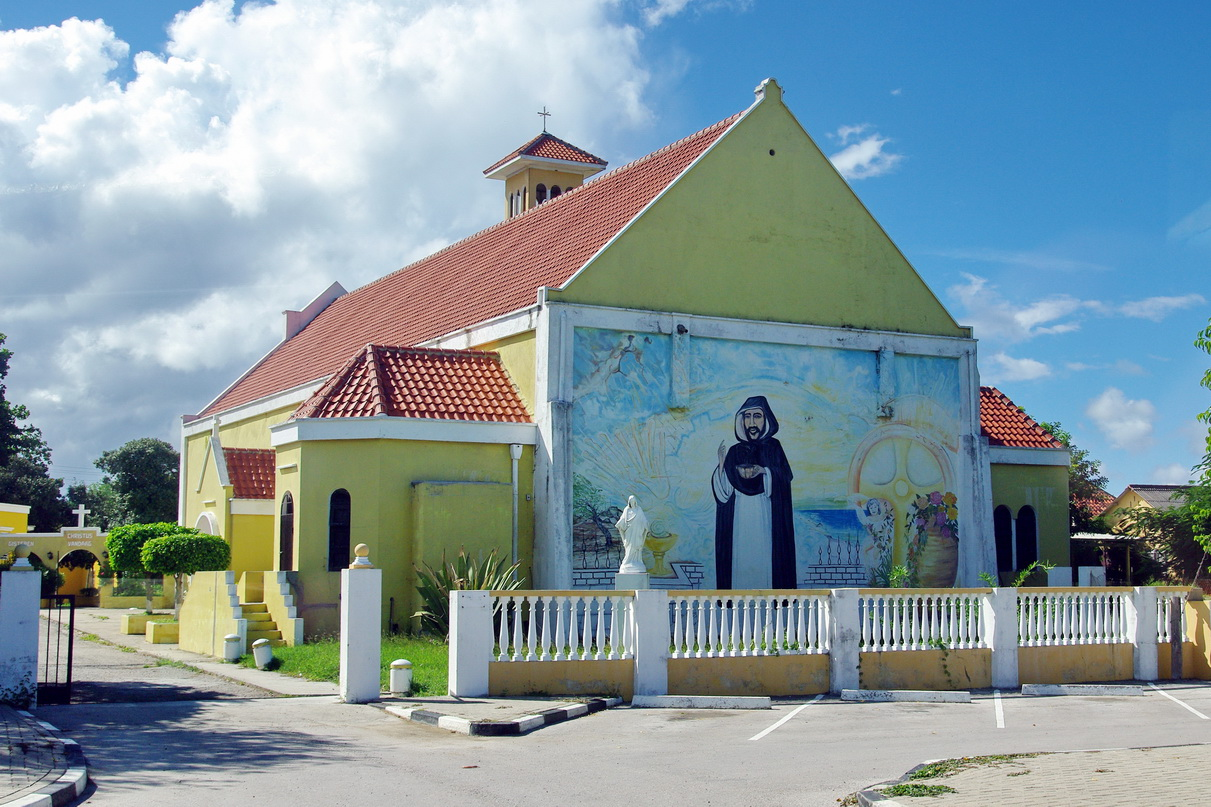
كنيسة كاثوليكيَّة في بونير.

وفقًا لإحصائية المكتب المركزي للإحصاء الهولندي عام 2014 يعتنق أغلب سكان بونير المسيحية دينًا (84%)، على المذهب الروماني الكاثوليكي (68%) ويليهم أتباع المذهب البروتستانتي (16%). وينضوي كاثوليك البلاد إلى أبرشية ويلمستاد الكاثوليكية والتي تضم جميع البلدان التابعة لمملكة هولندا في منطقة البحر الكاريبي والتي تضم كل من أروبا وكوراساو وسينت مارتن وجزر بونير وسينت أوستاتيوس وسابا، والأبرشية هي أيضًا عضو في مؤتمر الأساقفة في جزر الأنتيل. وتأسست الأبرشية في البداية كنيابة رسولية في كوراساو في عام 1752، وتمت ترقيتها إلى رتبة فيكاريت في عام 1842، وأخيراً إلى مقام أبرشية ويلمستاد في أبريل من عام 1958.